# Rašíd Ramzí
Rašíd Ramzí (* 17. července 1980) je bývalý atlet, běžec, který se věnuje středním tratím. Trojnásobný mistr světa pochází z Maroka, od roku 2002 reprezentoval Bahrajn.
V roce 2005 získal na mistrovství světa v Helsinkách dvě zlaté medaile – v bězích na 800 i 1500 metrů. Stal se tak prvním závodníkem, kterému se povedl tento úspěch. V běhu na 1500 metrů obhájil světový titul na šampionátu v Ósace v roce 2007. Na olympiádě v Pekingu doběhl první do cíle závodu na 1500 metrů, zlatá medaile mu však byla odebrána následující rok pro použití dopingu – následoval dvouletý zákaz činnosti a zároveň anulování všech výsledků od 12. srpna 2008.

## Osobní rekordy
- 800 m - 1:44,05 (2006)
- 1500 m - 3:29,14 (2006)